# Monumento à Melancia de Kherson
O Monumento da Melancia de Kherson (em ucraniano:  Пам'ятник херсонському кавуну, transl. Pam'yatnyk khersonsʹkomu kavunu), também conhecido como Memorial dos "Presentes do Oblast de Kherson" (em ucraniano:  Пам'ятний знак «Дари Херсонщини», transl. Pam'yatnyy znak «Dary Khersonshchyny»), é uma exposição de arte no Oblast de Kherson, na Ucrânia, dedicada à importância da produção de melancia para a economia local. O monumento foi construído em 1988, e está localizado na aldeia de Osokorivka. É o primeiro e maior memorial de melancia da Ucrânia.

## Características
A estrutura é feita de metal e concreto, com uma altura total de cerca de 4 metros. O topo do monumento tem a cor e o formato de uma melancia cortada ao meio, com cerca de 2 metros.

## História
Em 1988, este monumento foi concluído por ordem do conselho local em Osokorivka, liderado por Viktor Volcheno. O monumento foi projetado pelo artista Serhiy Polinok e construído pelos soldadores Vasyl Pasko e Petro Bondarenko. Também houve registros que afirmam que o monumento só foi instalado em 2003.
Durante a invasão russa da Ucrânia, o monumento ficou sob ocupação russa. Mais tarde, a área retornou ao controle ucraniano quando a 128ª Brigada de Assalto de Montanha a retomou no início de outubro de 2022. O monumento foi danificado por fragmentos de obuses de artilharia em consequência dos combates.